# Miguel Mihura
Miguel Mihura (Madrid, 21 juillet 1905 - Madrid, 28 octobre 1977) est un dramaturge et journaliste espagnol appartenant à la génération de 27.

## Œuvres dramatiques
- Tres sombreros de copa (écrite en 1932 mais ne sera présentée publiquement qu'en 1952[1]). La pièce est jouée en français sous le titre Les Trois Chapeaux claques dès 1959[2] ;
- Tres citas con el destino (1954) ;
- Melocotón en almíbar (1958) ;
- Maribel y la extraña familia (1959), traduit sous le titre Maribelle et la drôle de famille (2015) ;
- Milagro en casa de los López (1964).